# 1369
سنة 1369 كانت سنة بسيطة تبدأ يوم الإثنين (الرابط يظهر نموذج التقويم الكامل للسنة) من التقويم اليولياني.

## أحداث
- حصار الجزيرة الخضراء في الفترة ما بين 28 يوليو و30 يوليو.
- بداية حروب فرديناند في 1369 والتي انتهت في 1382.

## مواليد
- المؤيد أبو النصر شيخ المحمودي
- مارتن الخامس
- يوهان الثالث

## وفيات
- أبو إسحاق إبراهيم بن أبي بكر.
- ابن بطوطة.
- بطرس الأول من قبرص.
- بيدرو ملك قشتالة.
- فيليبا هينو.
- يوأنس العاشر (بابا الإسكندرية).
- مالك مقبول